# عشق یک جادوگر
عشق یک جادوگر (ایتالیایی: Un amore di strega) یک مجموعهٔ تلویزیونی ایتالیایی است که در سال ۲۰۰۹ منتشر شد.

## بازیگران
- آلسیا مارکوتسی
- پیترو سرمونتی
- آنا گالینا
- لوکا وارد
- مارکو بوچی
- پائولو میناچونی